# Alpujarras

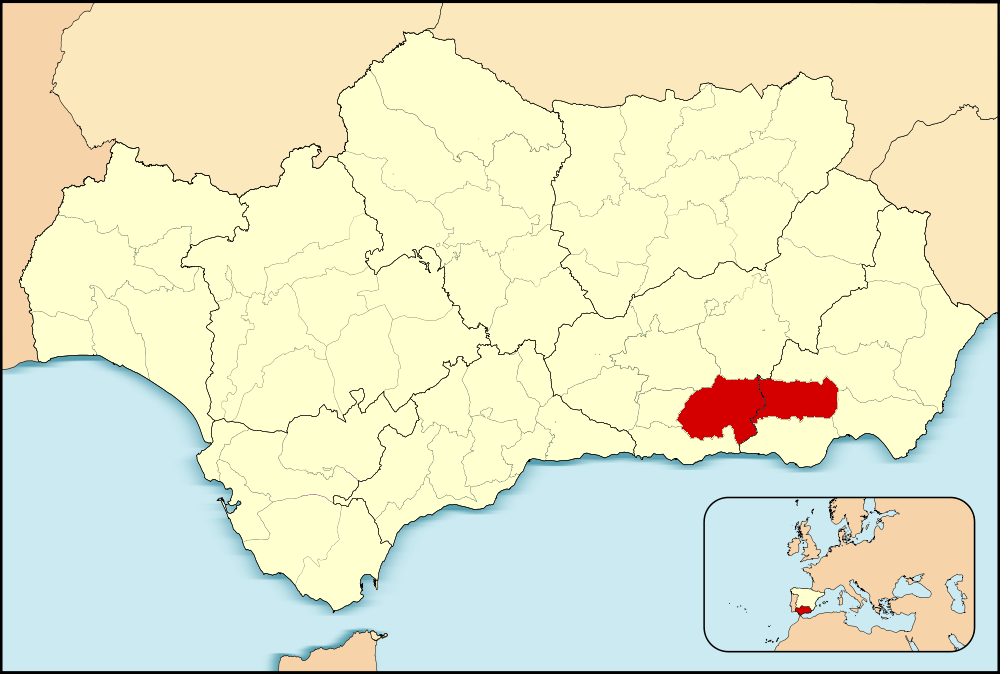
Las Alpujarras

Las Alpujarras of La Alpujarra is een historische streek en bergachtig gebied in de Zuid-Spaanse autonome regio Andalusië. Het gebied bevindt zich aan de zuidflank van de Sierra Nevada, tussen ruwweg de steden Granada en Almería. Het westelijke deel (Alpujarra Granadina) ligt in de provincie Granada en het oostelijke deel (Alpujarra Almeriense) in de provincie Almería.

## Geschiedenis
Het gebied staat bekend als het laatste toevluchtsoord van de Moren, die na de val van het Koninkrijk Granada hier nog 150 jaar lang verbleven. De invloed van de Moorse cultuur is nog niet verdwenen en vooral terug te vinden in de landbouw, de architectuur, de lokale keuken, de lokale manier van tapijtweven en de verschillende Arabische plaatsnamen.

## Geografie

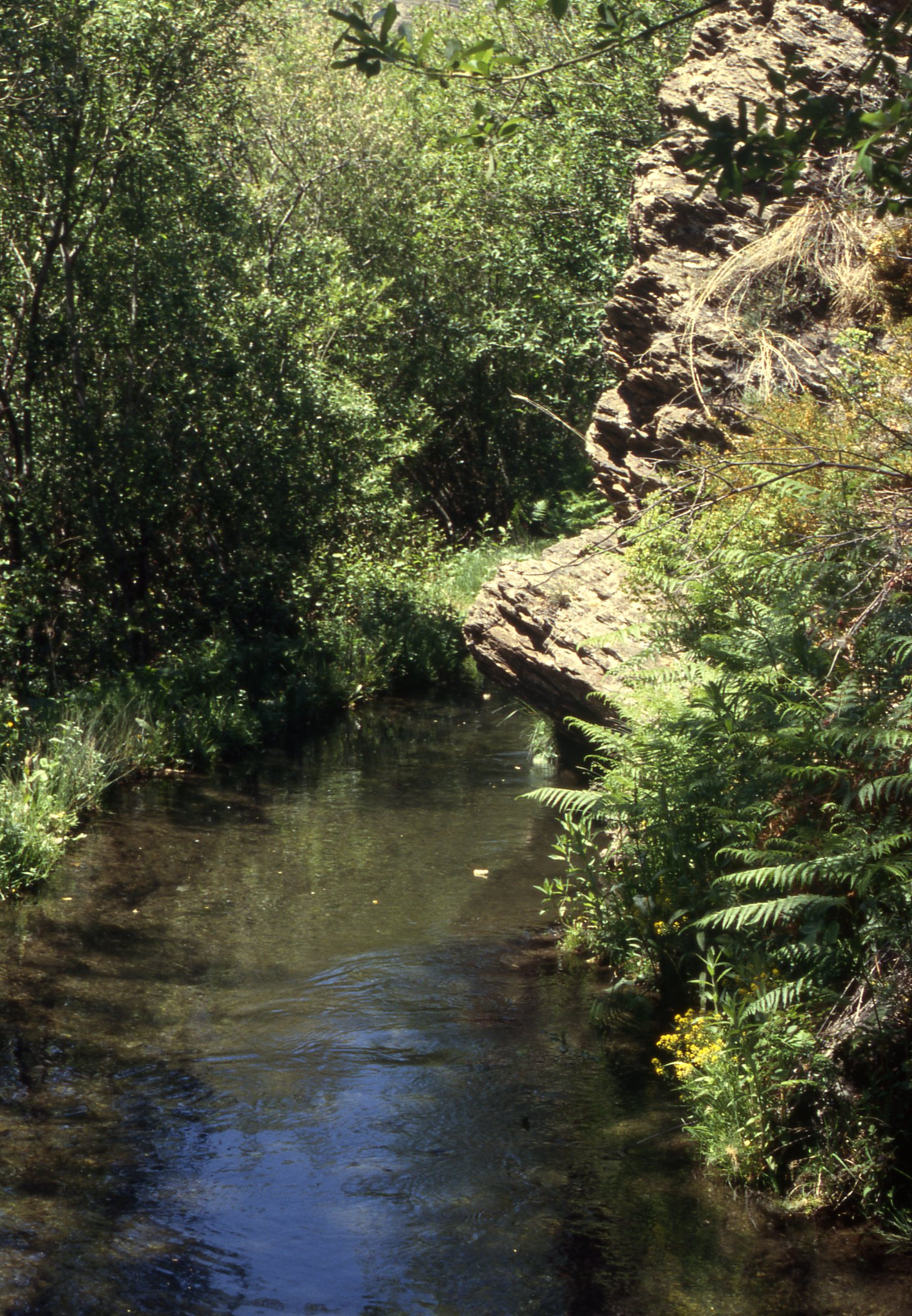
Een nog in gebruik zijnde Moorse acequias (irrigatiekanaal)

Het gebied bestaat hoofdzakelijk uit valleien die zich uitstrekken vanaf de toppen van de Sierra Nevada in het noorden tot aan de Sierras Almijara, Contraviesa en Gádor, die het gebied scheiden van de Middellandse Zee, in het zuiden. Het smeltwater van de Sierra Nevada wordt opgevangen en gekanaliseerd in oude Moorse irrigatiekanalen (Spaans: acequias) die hiermee de vruchtbare terrassen irrigeren.
Het landschap wordt gekenmerkt door vruchtbare dalen en indrukwekkende bergen in een rustige en authentieke omgeving. De Moorse architectuur van de woningen is typisch voor de Alpujarras en wordt gekenmerkt door een kubieke stijl die doet denken aan de Berberse architectuur van Marokko. Tegen de hellingen staan op terrassen witgekalkte huisjes die vaak met elkaar verbonden zijn via de platte daken.

## Economie
Eind 20e eeuw bestond in sommige delen van het gebied zo'n 10% van de inwoners uit - veelal gepensioneerde - buitenlanders. Vooral Engelsen zijn hier in groten getale neergestreken. De toeristenindustrie is kleinschalig en vooral gericht op actieve vakantiebeleving.
Uit deze streek komt het mineraalwater Lanjarón en de jamón de Trevélez (ham).

## Etymologie
Tot 1815 werd de naam gespeld als "Alpuxarras". De naam komt mogelijk van het Arabische "al busherat", wat "het grasland" betekent.